# Эд Гейн. Монстр из Висконсина
«В свете луны» (англ. In the Light of the Moon) — фильм режиссёра Чака Парелло. Основан на реальных событиях из жизни знаменитого американского серийного убийцы Эда Гейна.

## Сюжет
Жители небольшого городка Плэйнфилд, штат Висконсин, и представить не могли, что под маской тихого, незаметного фермера скрывается серийный убийца.

## Название фильма
Дословный перевод названия — «В свете луны». В России картина больше известна под названием «Эд Гейн. Монстр из Висконсина».

## В ролях
| Актёр                | Роль                |
| -------------------- | ------------------- |
| Стив Рейлсбэк        | Эд Гейн             |
| Кэрри Снодгресс      | Августа Гейн        |
| Кэрол Мэнселл        | Колетт Маршалл      |
| Сэлли Шамплен        | Мэри Хоган          |
| Стив Блэквуд         | Брайан              |
| Нэнси Лайнхэн Чарльз | Элеонора            |
| Билли Кросс          | Джордж Гейн         |
| Брайан Эверс         | Генри Гейн          |
| Пэт Скиппер          | шериф Билл Стилвелл |

## Съёмочная группа
- режиссёр — Чак Порелло
- сценарий — Стефен Джонстон
- продюсер — Чарльз Адельман, Марк Бут, Билли Кросс и другие
- оператор — Ваня Чернуль
- композитор — Роберт МакНотон

## Интересные факты
- Финальные кадры фильма — документальная хроника с настоящим Гейном.